# Romas Ubartas
Romas Ubartas (Panevėžys, 26 de maio de 1960) é um antigo atleta lançador de disco, nascido na então República Socialista Soviética da Lituânia. Obteve a medalha de prata pela União Soviética em 1988 nos Jogos Olímpicos de Seul e tornou-se campeão olímpico quatro mais tarde, nos Jogos de Barcelona, competindo já pelo seu novo país. A marca de 70,06 metros constitui o seu melhor registo pessoal, tendo sida alcançada em 1988.

## Palmarés
| Ano                             | Evento                          | Local                           | Marca                           | Posição                         | Observações                                                          |
| Representando a União Soviética | Representando a União Soviética | Representando a União Soviética | Representando a União Soviética | Representando a União Soviética | Representando a União Soviética                                      |
| ------------------------------- | ------------------------------- | ------------------------------- | ------------------------------- | ------------------------------- | -------------------------------------------------------------------- |
| 1986                            | XIV Campeonatos Europeus        | Estugarda, Alemanha Ocidental   | 61.66 m                         | 1º                              | Medalha de Ouro                                                      |
| 1986                            | I Jogos da Boa Vontade          | Moscovo, União Soviética        | 67.12 m                         | 1º                              | Medalha de Ouro                                                      |
| 1987                            | II Campeonatos Mundiais         | Roma, Itália                    | 65.50 m                         | 6º                              |                                                                      |
| 1988                            | XXIV Jogos Olímpicos            | Seul, Coreia do Sul             | 67.48 m                         | 2º                              | Medalha de Prata                                                     |
| 1989                            | XII Taça da Europa (Super-Liga) | Gateshead, Reino Unido          | 63.98 m                         | 2º                              |                                                                      |
| 1990                            | II Jogos da Boa Vontade         | Seattle, Estados Unidos         | 67.14 m                         | 1º                              | Medalha de Ouro                                                      |
| Representando a Lituânia        |                                 |                                 |                                 |                                 |                                                                      |
| 1992                            | XXV Jogos Olímpicos             | Barcelona, Espanha              | 65.12 m                         | 1º                              | Medalha de Ouro                                                      |
| 1992                            | VI Taça do Mundo                | Havana, Cuba                    | 61.52 m                         | 4º                              | Representando a Europa                                               |
| 1993                            | IV Campeonatos Mundiais         | Estugarda, Alemanha             | 65.92 m                         | 1º na qualif.                   | 4º lugar na final. Desclassificado por teste positivo de esteróides. |
| 1998                            | XVII Campeonatos Europeus       | Budapeste, Hungria              | 61.66 m                         | 9º                              |                                                                      |
| 1999                            | VII Campeonatos Mundiais        | Sevilha, Espanha                | 60.80 m                         | 27º na qualif.                  | Não apurado para a final                                             |
| 2000                            | XXVII Jogos Olímpicos           | Sydney, Austrália               | 60.50 m                         | 27º na qualif.                  | Não apurado para a final                                             |
| 2001                            | VIII Campeonatos Mundiais       | Edmonton, Canadá                | 61.49 m                         | 14º na qualif.                  | Não apurado para a final                                             |